# Antho saintvincenti
Antho saintvincenti är en svampdjursart som beskrevs av Hooper 1996. Antho saintvincenti ingår i släktet Antho och familjen Microcionidae.
Artens utbredningsområde är Sydaustralien. Inga underarter finns listade i Catalogue of Life.